# Iphiaulax innotatus
Iphiaulax innotatus är en stekelart som först beskrevs av Turner 1918.  Iphiaulax innotatus ingår i släktet Iphiaulax och familjen bracksteklar. Inga underarter finns listade i Catalogue of Life.